# Brocton, Illinois
Brocton är en ort i Edgar County i delstaten Illinois, USA.